# Euriphene tessmanniana
Euriphene tessmanniana är en fjärilsart som beskrevs av Felix Bryk 1915. Euriphene tessmanniana ingår i släktet Euriphene och familjen praktfjärilar. Inga underarter finns listade i Catalogue of Life.